# Stadiumi Kastrioti
Stadiumi Kastrioti – wielofunkcyjny stadion w Kruja, w Albanii. Na obiekcie rozgrywa swoje mecze klub Kastrioti Kruja. Stadion może pomieścić 8500 osób.